# Кемпа-Загайна
Кемпа-Загайна (пол. Kępa Zagajna) — село в Польщі, у гміні Добегнев Стшелецько-Дрезденецького повіту Любуського воєводства.
Населення — 6 осіб (2011).
У 1975-1998 роках село належало до Гожовського воєводства.

## Демографія
Демографічна структура станом на 31 березня 2011 року:
|          | Загалом | Допрацездатний вік | Працездатний вік | Постпрацездатний вік |
| -------- | ------- | ------------------ | ---------------- | -------------------- |
| Чоловіки | 4       | 0                  | 4                | 0                    |
| Жінки    | 2       | 0                  | 2                | 0                    |
| Разом    | 6       | 0                  | 6                | 0                    |